# Gephyromantis hintelmannae
Gephyromantis hintelmannae es una especie de anfibio anuro de la familia Mantellidae.

## Distribución geográfica
Esta especie es endémica del sureste de Madagascar. Habita entre los 142 y 300 m de altitud.

## Publicación original
- Wollenberg, Glaw & Vences, 2012 : Revision of the little brown frogs in the Gephyromantis decaryi complex with description of a new species. Zootaxa, n.º 3421, p. 32-60.[4]